# Rivière au Lard (rivière Champlain)
La rivière au Lard coule sur 21,2 km dans la municipalité de Notre-Dame-du-Mont-Carmel, puis celles de Saint-Maurice et de Saint-Narcisse dans la municipalité régionale de comté Les Chenaux, dans la région administrative de la Mauricie, au Québec, au Canada.

## Géographie
La rivière au Lard prend sa source dans les marais situés à l'est du lac Valmont dans la municipalité de Notre-Dame-du-Mont-Carmel.
Après avoir récupéré deux ruisseaux, la rivière se dirige sur 4,2 km vers l'est et traverse la limite de la municipalité de Saint-Maurice. Elle coule ensuite sur 2,4 km pour aller couper la route près du lac Désilets. Elle parcourt alors 1,7 km vers l'est pour aller traverser la limite de Saint-Narcisse où elle fait une courte incursion de 0,9 km en bifurquant vers le sud pour revenir couler dans Saint-Maurice sur 2,4 km. Elle franchit alors la route près du hameau Radnor-des-Forges.
Le parcours descend ensuite sur 3,9 km jusqu'à la route 352, au nord-est du village de Saint-Maurice. De là, la rivière descend vers le sud-est d'abord sur 1,3 km pour recueillir le ruisseau Gagnon, puis 2,0 km jusqu'au ruisseau du Cordon et 1,5 km pour aller traverser la route longeant la rivière Champlain du côté nord. Elle parcourt ensuite 0,9 km jusqu'à son embouchure.
Les eaux de la rivière au Lard se déversent dans la rivière Champlain, à Saint-Maurice, à 3,4 km au nord-est de la route 352 et à 1,4 km de la limite du secteur Cap-de-la-Madeleine de la ville de Trois-Rivières. Le début de son parcours de 21,2 km est surtout en milieu forestier, tandis que la fin est en milieu agricole.

## Photos

Rivière au Lard (rivière Champlain), Saint-Maurice (Québec)
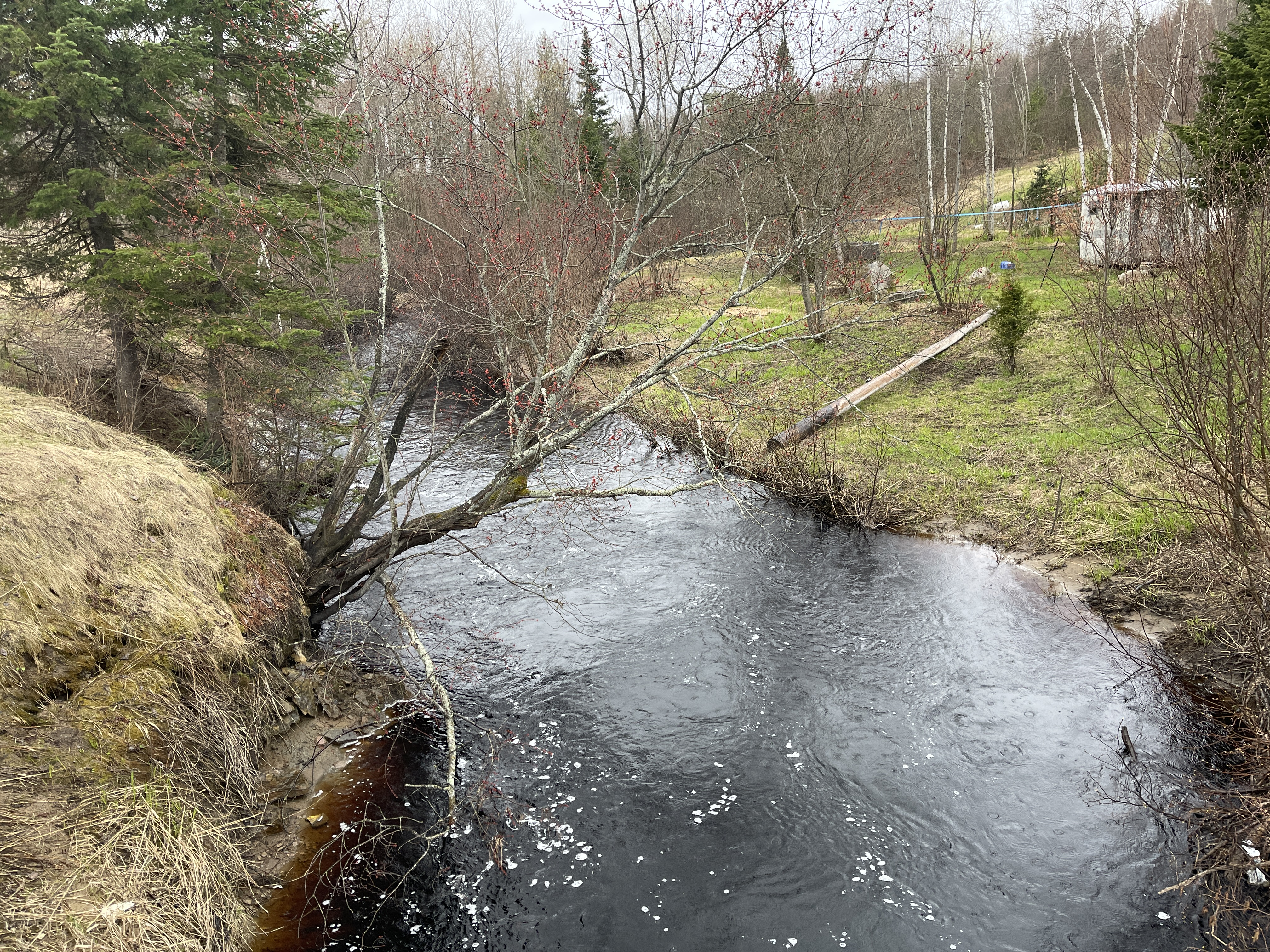
Rang Saint-Félix, du pont des Ours (01578)
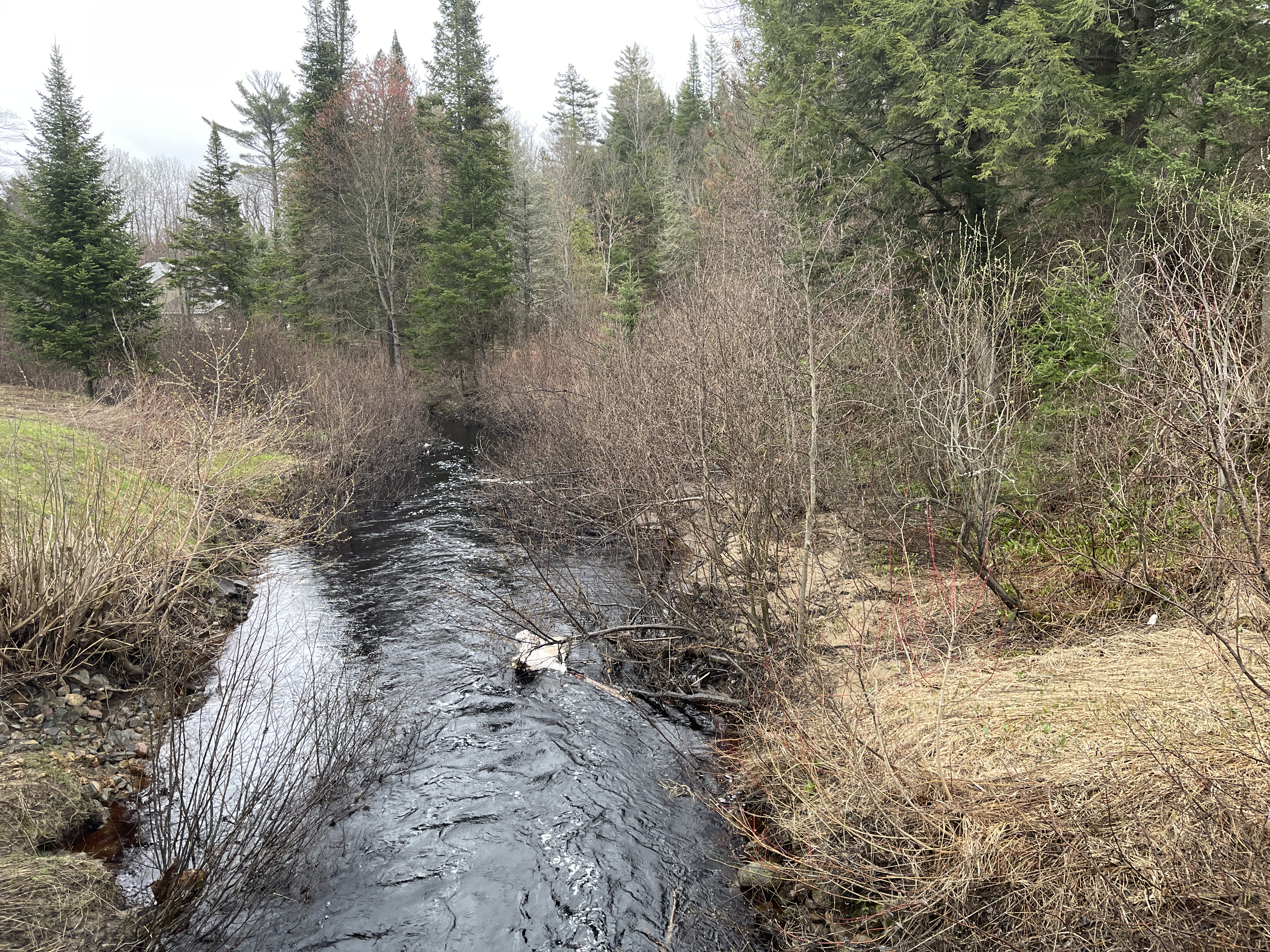
Rang Saint-Félix, du pont des Ours (01578)
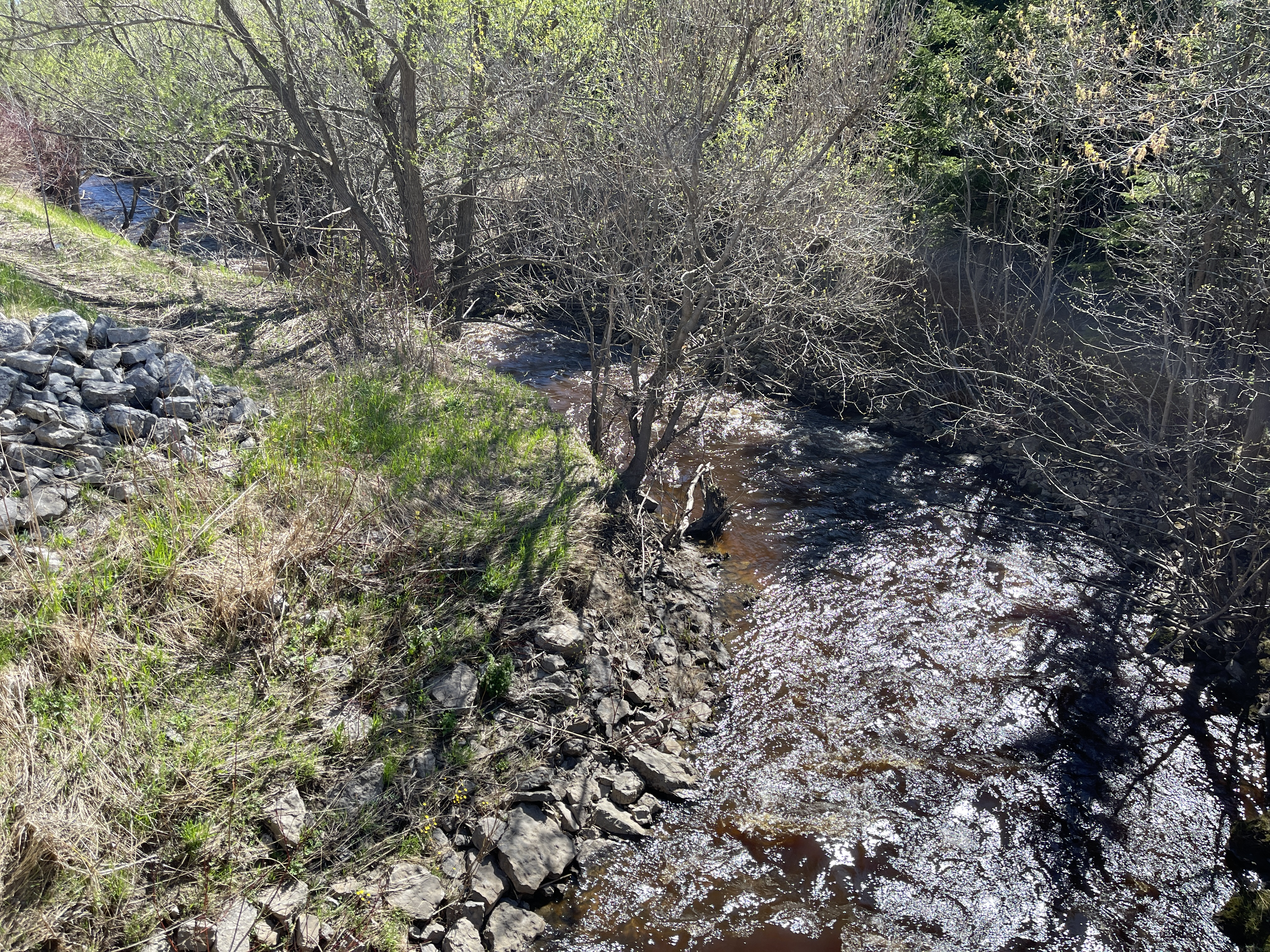
Rang Saint-Alexis, du pont 01576
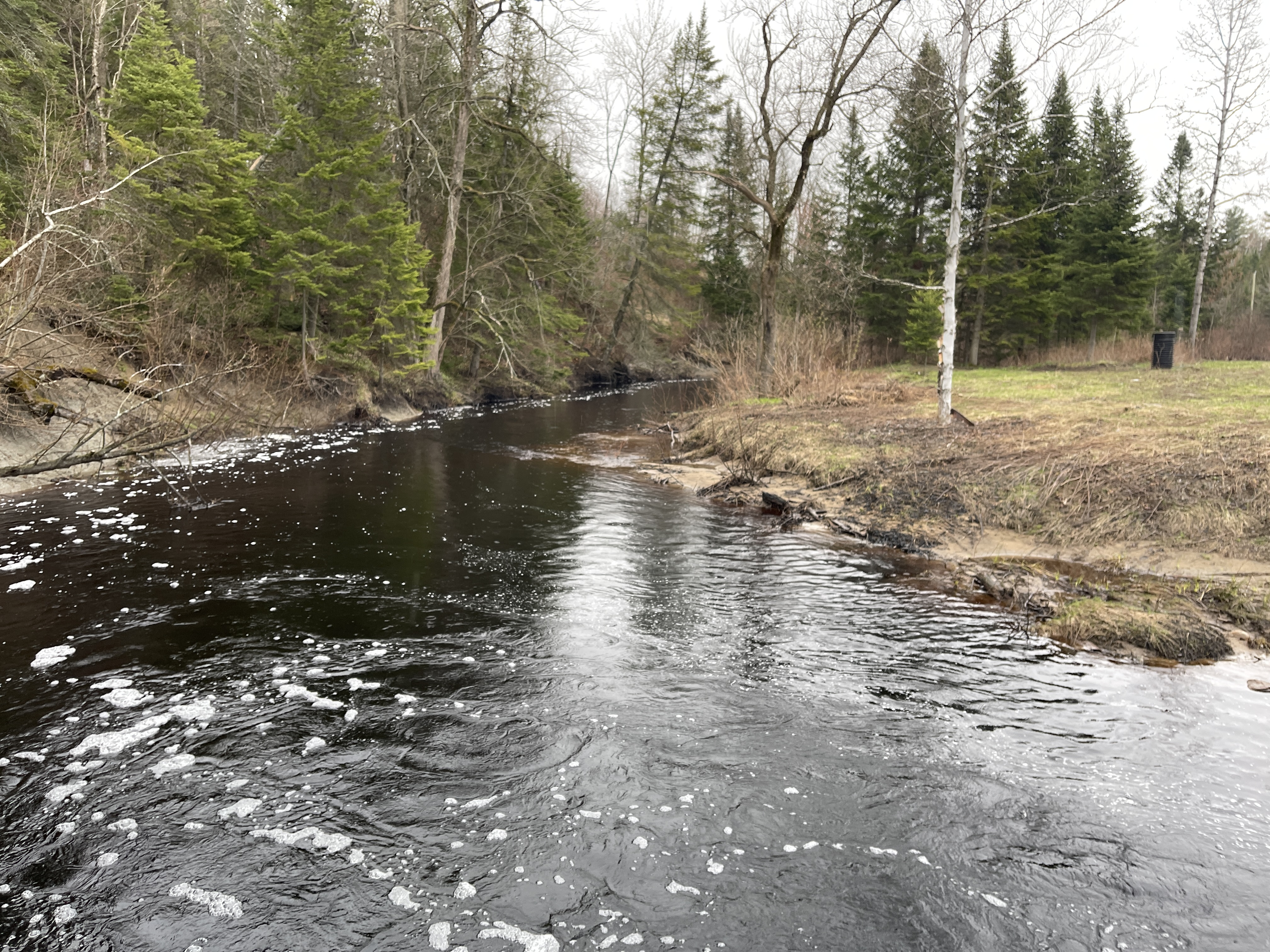
Rivière au Lard, chemin forestier, accessible par le rang Saint-Félix Est
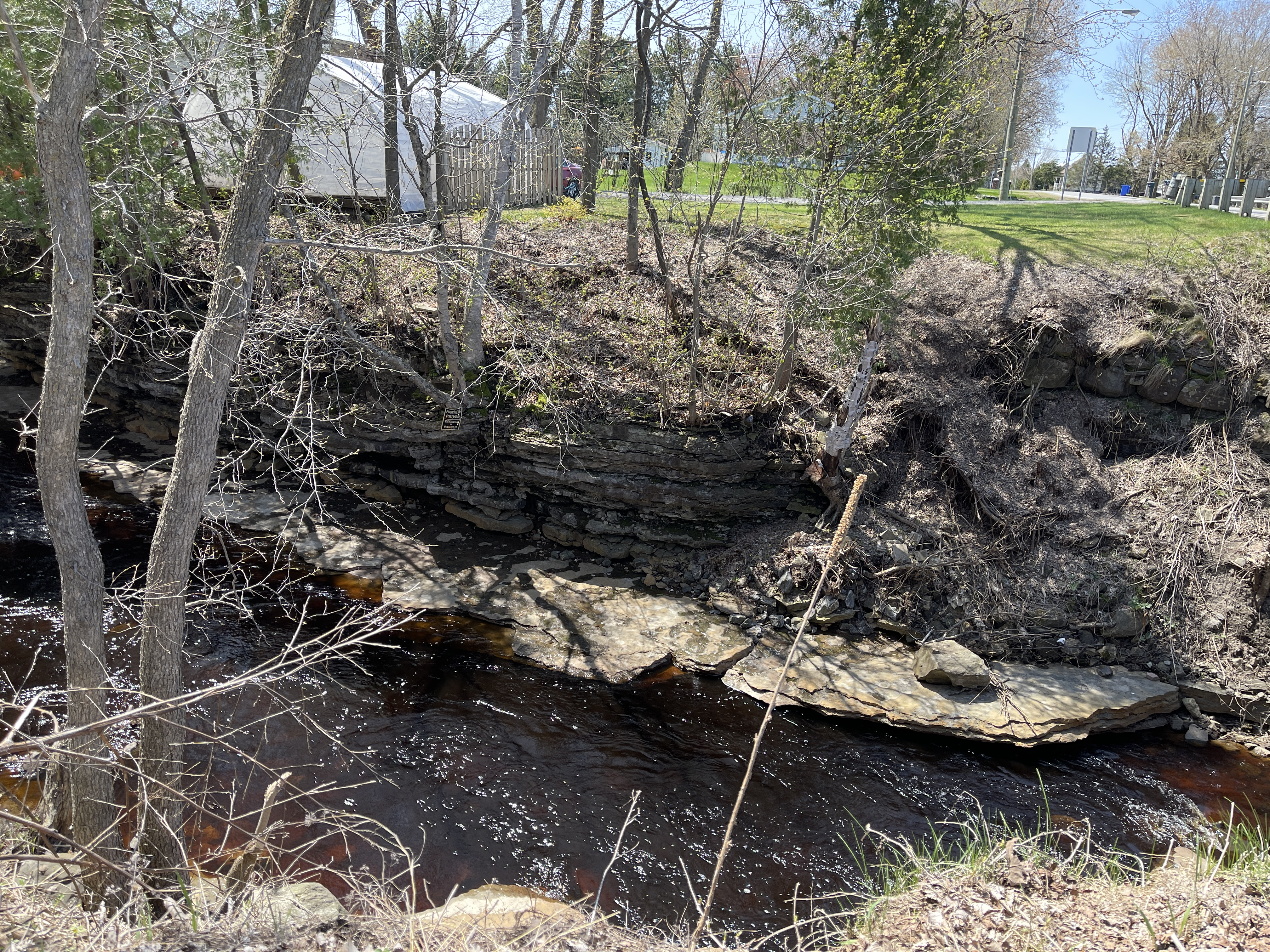
Du pont P-01574[4], rang Sainte-Marguerite
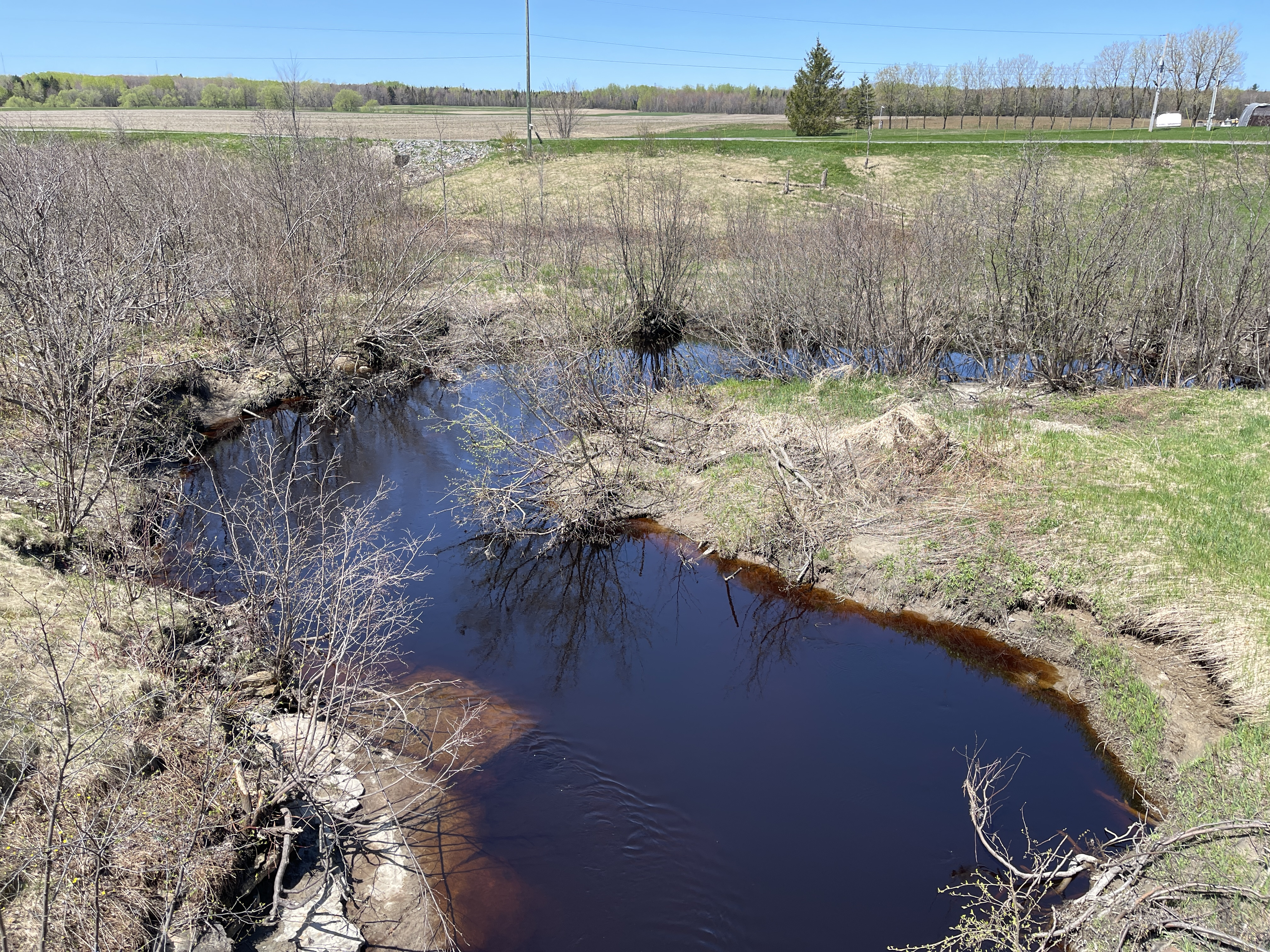
Du pont P-01574, rang Sainte-Marguerite

## Toponymie
Le toponyme Rivière au Lard a été officialisé le 5 décembre 1968 à la Banque des noms de lieux de la Commission de toponymie du Québec